# Перемышльская земля
Перемы́шльская земля́ — одна из исторических земель Галицко-Волынского княжества с центром в городе Перемышле, позднее, в 1340—1772 годах Русского воеводства Королевства Польского. Исторический центр Червонной Руси.

## История

### Древнерусский период
После бегства Ростиславичей от Ярополка Изяславича Волынского княжество получил Рюрик Ростиславич, после его смерти бездетным в 1092 году его сменил Володарь Ростиславич (Василько Ростиславич сел в Теребовле).
Решением Любечского съезда князей 1097 года Перемышльское княжество было закреплено за Володарем как наследственное владение. Однако, в том же году волынский князь Давыд Игоревич, а затем и сам Святополк Изяславич попытались овладеть Теребовльским княжеством. В 1098 году Ростиславичи разбили киевлян и черниговцев в битве на Рожном поле, а в 1099 году — союзных Святополку Киевскому венгров в битве на Вагре.
В 1122 году Володарь попал в плен к полякам и освободился за огромный выкуп. После смерти Володаря в 1124 году в Перемышле и Звенигороде княжили его сыновья. В 1125—1126 годах младший из них, Владимир Володаревич, попытался с помощью венгров устроить передел княжества, но за Ростислава Володаревича вступились теребовльские Васильковичи и Мстислав Владимирович Великий.
В 1141 году после смерти Ивана Галицкого Владимир Володаревич Перемышльский объединил все уделы в единое Галицкое княжество и перенёс центр своих владений из Перемышля в Галич. В 1144 году после подавления мятежа своего племянника, Ивана Берладника, присоединил к своим личным владениям и Звенигород.
С 1199 года в составе объединённого Галицко-Волынского княжества. В период борьбы за власть после смерти Романа Галицкого Перемышль был уделом князя Святослава Игоревича (1210—1211), владением Лешка Краковского (1214), уделом венгерского королевича Андрея (1226—1227), владением Даниила Романовича Волынского (1235—1238).

### После завоевания Польшей

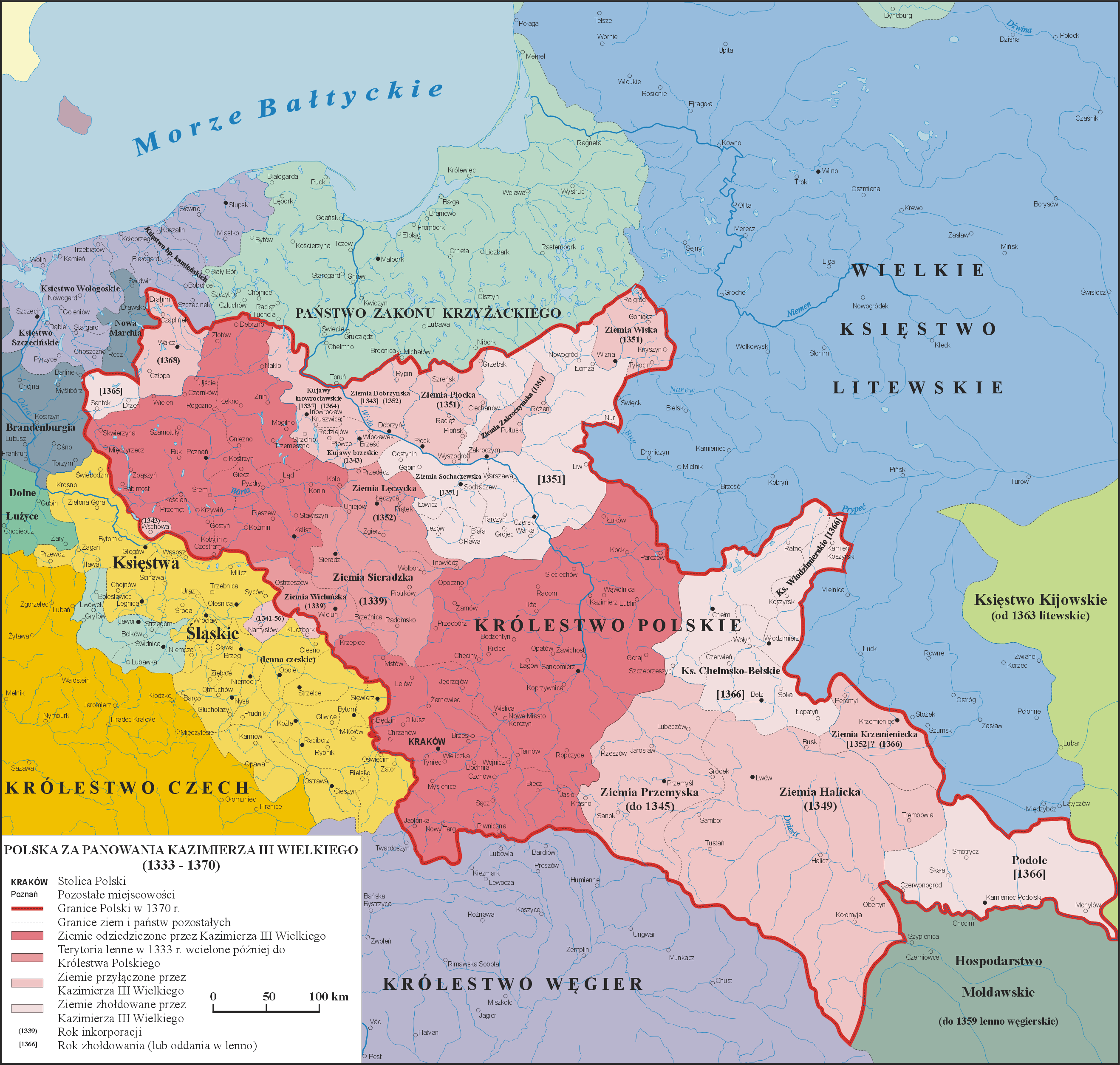
Перемышльская земля на карте экспансии Польши в 1333—1370 годах

Перемышльская земля была завоёвана польским королём Казимиром III до 1345 года, став первой землёй Польской Руси. Перемышльская земля занимала северо-западную часть Русского воеводства, созданного на присоединённых в конце XIV века землях Галицкого княжества. Как отдельная административно-территориальная единица формировалась постепенно в XV—XVI веках. На заключительном этапе формирования в неё вошли Самборский, Дрогобычский и Стрыйский уезды. Окончательно сформировавшись, Перемышльская земля занимала обширную территорию в 13037 км² в бассейнах рек Стрый, Днестр и Сан. На юге Карпатский хребет отделял её от Закарпатья, которое в то время находилось в составе Венгрии, на западе она граничила с Саницкой землей Русского воеводства и Сандомирским воеводством, на севере — с Холмской землей Русского воеводства и Белзским воеводством, на востоке с Львовской и Галицкой землями Русского воеводства.

## Заселение
Географически Перемышльская земля делилась на две части: равнинную — в бассейне нижнего течения реки Стрый, среднего течения Днестра и Сана — и горную — Карпатские горы, которые возвышались с северо-запада до юго-востока и составляли свыше трети её общей площади.
Различные природные условия равнинной и горной частей повлияли на процесс их заселения и хозяйственного освоения. Если равнинная часть в XVI веке была уже достаточно заселена, то в горной интенсивная колонизация началась лишь в XV—XVI веках. Наибольшее число сёл горной части Перемышльщины возникли между 1510 и 1570 годами. Колонизация этой части проводилась в основном по валашскому праву, для которого ведущей областью хозяйства было скотоводство, в то время как большинство сёл равнинной части было основано на русском, польском и частично немецком праве. Освоение новых посевных площадей и основание поселений наблюдалось кое-где и на протяжении XVII и XVIII веков, не только в горной, но и в предгорной частях.

## Экономика
Большей частью подзолистые, а в долинах год кое-где и чернозёмные почвы края, умеренный климат создавали относительно благоприятные условия для занятий сельским хозяйством. Инвентарные описи свидетельствуют, что на этой территории выращивали как озимые, так и яровые культуры. Чаще всего высеивали озимую рожь, овёс, ячмень, значительно меньше пшеницу, гречку, просо и горох. Из технических культур преобладали конопля и лён.
Кроме земледелия, широко было распространено огородничество. Огороды были в каждом из фильварков этой части, в некоторых их было и по несколько. Из огородных культур наиболее распространёнными были: капуста, лук, морковь, репа, петрушка, пастернак, мак и другие культуры. Важное место отводилось и садоводству. Сады были не только в фильварковых, но и в крестьянских хозяйствах. Определённое место отводилось и пчеловодству, которое выросло из бортничества.
Занималось местное население и рыболовством. В упоминавшихся реках и многочисленных их притоках водилась разнообразная рыба. Кроме того, большинство фольварков имели свои ставки для разведения рыбы и садки — для мальков. Местные реки, большей частью непригодные для судоходства, использовались для строительства мельниц, сукновален, лесопилок, а также для сплава леса, особенно в период весенних разливов.
Если в предгорной части Перемышльщины были довольно благоприятные условия для развития хлебопашества, огородничества, садоводства, то в горной части эти виды занятий были весьма ограничены. По данным ревизий 1692 и 1711 годов в этой части преобладали яровые культуры, особенно овёс, что обусловливалось не только распространёнными здесь подзолистыми и бурозёмными почвами, но и значительно менее коротким вегетационным периодом.
Разнообразие природных ресурсов, которыми была богатая эта территория, оказывала влияние на развитие местных промыслов и ремёсел. Однако в то время по большей части использовались соляные источники, которые разрабатывались с давних времен. Уже в период Киевской Руси соляные промыслы Прикарпатья обеспечивали солью населения не только этого региона, но и Приднепровья. На рубеже ХVІІ — XVIII веков на территориях Перемышльской земли функционировало 12 солеварен, из которых 8 принадлежали королевской короне.
Вываривали соль в железных сковородах — чренах из рассола, который добывали из специально выкопанных колодцев вручную или с помощью специальных устройств — кератов, которые приводились в движение лошадьми. В этом случае рассол из колодцев подавалась на чрени по системе деревянных труб, реже железных. Выварка соли происходила в варницах — башнях, где преимущественно и сохранялась, хотя кое-где для этого строили специальные помещения — шопы.
Второе место после соляного промысла в экономике края занимал лесной. Это было обусловлено большими массивами лесов как в горной, так и предгорной частях Перемышльщины. Если в горной части леса состояли преимущественно из хвойных пород деревьев, то в предгорная отличалась большим их разнообразием, среди которого часто встречалось немало таких ценных пород, как бук и дуб. Лес использовался как строительный материал не только на месте, но как полуфабрикат сплавлялся по Сяне и Висле до Варшавы и Гданьска, откуда поступал в Западную Европу. Из леса изготовляли смолу и поташ, который использовался для отбеливания холста. Поташ имел, к тому же, немалый спрос на западных рынках. Немало леса тратилось на выварку соли. Лес использовали также народные умельцы для изготовления различных поделок, которые скупали у них местные торговцы и доставляли на рынки больших городов, в том числе и в Гданьск.
Развит был на Прикарпатье и железорудный промысел. Территория Замеховской волости была богата залежами селитры, которую использовали для изготовления пороха. В Гвоздецком крае разрабатывались залежи графита, шифера и песчаника, из которых изготавливали точильные бруски, жернова и другие изделия.
В городах Перемышльщины, вопреки тогдашним трудностям, развивалось ремесло. Кроме городов, много ремесленников жило в сёлах. Фактически в каждом селе инвентарные описи перечисляют ткачей, сапожников, кузнецов и других необходимых селу ремесленников. Встречаются сёла, население которых специализировалось на изготовлении определённых ремесленных изделий. Чаще всего в инвентарных описях упоминаются ткачи. На рубеже XVII—XVIII веков, в связи с экономическим упадком, наблюдался процесс перехода ремесленников из городов в сёла, что способствовало развитию разных видов ремесёл на селе.
Через Прикарпатье проходило большое количество торговых путей, что оказывало содействие развитию не только городской, но и сельской торговли. Поэтому в прикарпатских сёлах проживали не только ремесленники, но и торговцы.
В административно-политическом отношении главными городами Перемышльской земли были: Перемышль — административный центр земли, Самбор — административный центр столовых владений польских королей в Русском воеводстве — Самборской экономии, Судовая Вишня — место проведения сеймиков Русского воеводства.
Таким образом, географическое положение, естественные условия исторической украинской земли — Перемышльщины были благоприятны не только для развития сельского хозяйства (преимущественно полеводства в равнинной части, животноводства — в горной), разных видов промыслов (среди которых из давних времен славилось солеварение), ремёсел (как в городах, так и сёлах), а также внутренней и внешней торговли.